# Josef Drásal

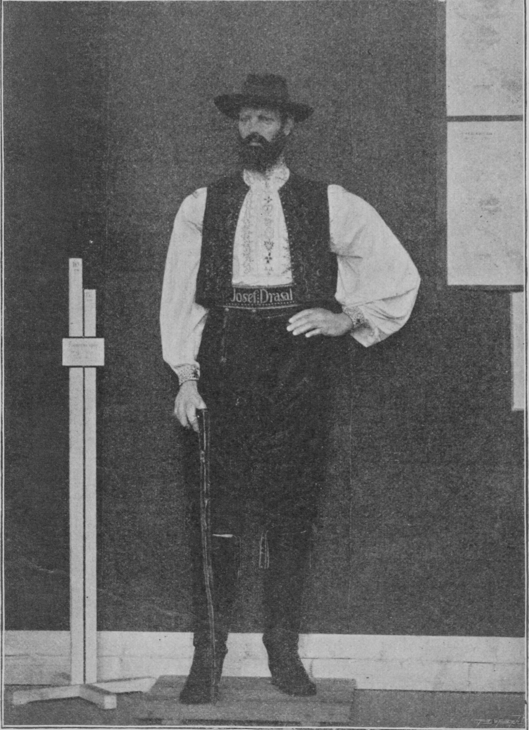
Figura Josefa Drásala w Pradze w 1895 r. Tyczki po lewej stronie ukazują przeciętny wzrost ludzi względem Drásala.

Josef Drásal (ur. 4 czerwca 1841 r. we wsi Chromeč, zm. 16 grudnia 1886 r. w Holešovie) – według źródeł najwyższy żyjący kiedykolwiek człowiek na ziemiach czeskich.
Urodził się w biednej rodzinie, jako trzecie dziecko spośród sześciorga ostrzyciela igieł Johanna Drásala i jego małżonki Magdalény. Po jego narodzinach babka przepowiedziała mu, że będzie wielki. Dorósł do 242 cm. Żadne wiarygodne dowody odnośnie do jego wzrostu się nie zachowały, ale można go dokładnie określić, ponieważ szczątki Drásala są przechowywane na Uniwersytecie Masaryka w Brnie. Za jego ponadprzeciętny wzrost odpowiadał hormon wzrostu z powodu złej pracy przysadki mózgowej (prawdopodobnie rozwinął się u niego guz). Drásal zaczął występować jako cyrkowa atrakcja w całej Europie, nawet przed cesarzem Napoleonem III. Odwiedził również Turcję. Prócz wysokości i dużej siły Josef Drásal miał ogromny apetyt, który podobno rzadko udawało się w całości zaspokoić. Jak większość ludzi odbiegających swoim wyglądem od reszty społeczeństwa, wstydził się swojego wzrostu, przez co chodził zgarbiony, jednak po tym, gdy stał się rozpoznawalny i został atrakcją cyrkową, zaczął odczuwać dumę ze swojego wzrostu.
Znanych jest kilka historii na temat jego siły: twierdził, że jest w stanie podnieść przewrócony wóz załadowany do pełna zbożem, czy pokonać gołymi rękoma wołu. Zdołał sam przenieść kamień, który musiałby normalnie zostać przetransportowany wozem. Kiedy wystąpił przed cesarzem Napoleonem III, miał na wielkiej srebrnej tacy ułożonych kilku karłów, których miał przynieść cesarzowi.
Josef Drásal zmarł w wieku 45 lat na gruźlicę (niektóre źródła donoszą, że powodem była choroba nerek). Jeszcze za jego życia Muzeum Brytyjskie wyraziło chęć pozyskania jego szkieletu. Drásal odmówił, chciał być pochowany we wsi Holešov, w testamencie zażyczył sobie umieszczenia na jego grobie kamienia jego wielkości. Życzenie to nie zostało spełnione, jego szczątki były trzykrotnie ekshumowane, a w roku 1967 wykonano badania antropologiczne, które wykazały, iż Drásal cierpiał na rzadką chorobę, która nie była przyczyną jego wzrostu, ale jego śmierci.
Josef Drásal pod względem wzrostu zajmuje 15 pozycję na świecie, w Europie – 10.